# Irakli Schorscholiani
Irakli Schorscholiani (georgisch ირაკლი ჟორჟოლიანი, auch Irakli Zhorzholiani; * 7. Juni 2003) ist ein georgischer Leichtathlet, der sich auf den Speerwurf spezialisiert hat.

## Sportliche Laufbahn
Erste internationale Erfahrungen sammelte Irakli Schorscholiani im Jahr 2022, als er bei den U20-Balkan-Meisterschaften in Denizli mit 58,95 m den fünften Platz im Speerwurf belegte. Im Jahr darauf wurde er bei der 3. Liga der Team-Europameisterschaft im Rahmen der Europaspiele in Chorzów mit 61,25 m Vierter, ehe er bei den Balkan-Meisterschaften in Kraljevo mit 63,46 m den achten Platz belegte.
In den Jahren 2021 und 2022 wurde Schorscholiani georgischer Meister im Speerwurf.